# Dino Dvornik (album)
Dino Dvornik nastupni je studijski album hrvatskog skladatelja, tekstopisca i glazbenika Dina Dvornika, koji izlazi 1989. g.
Objavljuje ga diskografska kuća Jugoton, sadrži osam skladbi, a njihov producent je Dino Dvornik.
Dino je na materijalu radio glazbu, aranžmane, produkciju, svirao klavijature i udaraljke, dok je tekstove napisao Goran Kralj, koji je svojevremeno svirao bubnjeve u splitskom sastavu Hangar. Popularnost je rasla iz dana u dan, a prodaja dosegla nevjerojatnih 750 000 primjeraka. Na albumu se našlo nekoliko velikih uspješnica, koje su ga odmah lansirale u veliku funky zvijezdu, a neke od njih su "Zašto praviš slona od mene", za koju je tekst napisao Zlatan Stipišić Gibonni, "Tebi pripadam, "Ti si mi u mislima" i "Ljubav se zove imenom tvojim".
S takvom suvremenom produkcijom, Dino je odlično prolazio kod publike po diskotekama gdje je najčešće nastupao pjevajući uz matricu. Ovim albumom i velikim uspjehom kojega je postigao njegovim izdavanjem, Dino je ostvario svoju staru želju populariziranja funky glazbe, koje je započeo 1980. g. sa svojim bratom Deanom u sastavu Kineskom zidu.
Dino Dvornik snimio je videospotove za skladbe: "Zašto praviš slona od mene", "Tebi pripadam", "Ti si mi u mislima" i "Ljubav se zove imenom tvojim".  
Dino Dvornik 1988. na Zagrebačkom festivalu za skladbu "Tebi pripadam" osvaja nagradu za novo glazbeno ime i najbolju skladbu.
Reizdanje albuma na CD-u izdavačka kuća Croatia Records, objavljuje 1994. godine.

## Popis pjesama

### A strana
1. A1 "Zašto praviš slona od mene" - 4:23 
  - Dino Dvornik - Zlatan Stipišić Gibonni - Dino Dvornik
2. A2 "Tebi pripadam" - 3:35 
  - Dino Dvornik - Goran Kralj - Dino Dvornik
3. A3 "Baš sam ljut" - 4:06
  - Dino Dvornik - Goran Kralj - Dino Dvornik
4. A4 "Neću da znam za nikoga osim tebe" - 3:51
  - Dino Dvornik - Goran Kralj - Dino Dvornik

### B strana
1. B1 "Ti si mi u mislima" - 4:17
  - Dino Dvornik - Dino Dvornik - Dino Dvornik
2. B2 "Lady" - 3:57
  - Dino Dvornik - Goran Kralj - Dino Dvornik
3. B3 "Ja nisam tvoj" - 3:22
  - Dino Dvornik - Goran Kralj - Dino Dvornik
4. B4 "Ljubav se zove imenom tvojim" - 4:38 
  - Dino Dvornik - Goran Kralj - Dino Dvornik

## Izvođači i produkcija
- Producent - Dino Dvornik
- Izvršni producent - Goran Kralj
- Ton majstor - Dragan Lukić Luky
- Glazba - Dino Dvornik
- Tekstovi - Dino Dvornik, Goran Kralj, Gibonni
- Snimljeno u studiju - Studio Vilović, Split
- Design - Borković / Efendić / Plesko (Bepo - Zenit)

## Vanjske poveznice
- discogs.com - Dino Dvornik - Dino Dvornik